# Förskolan Ferdinand

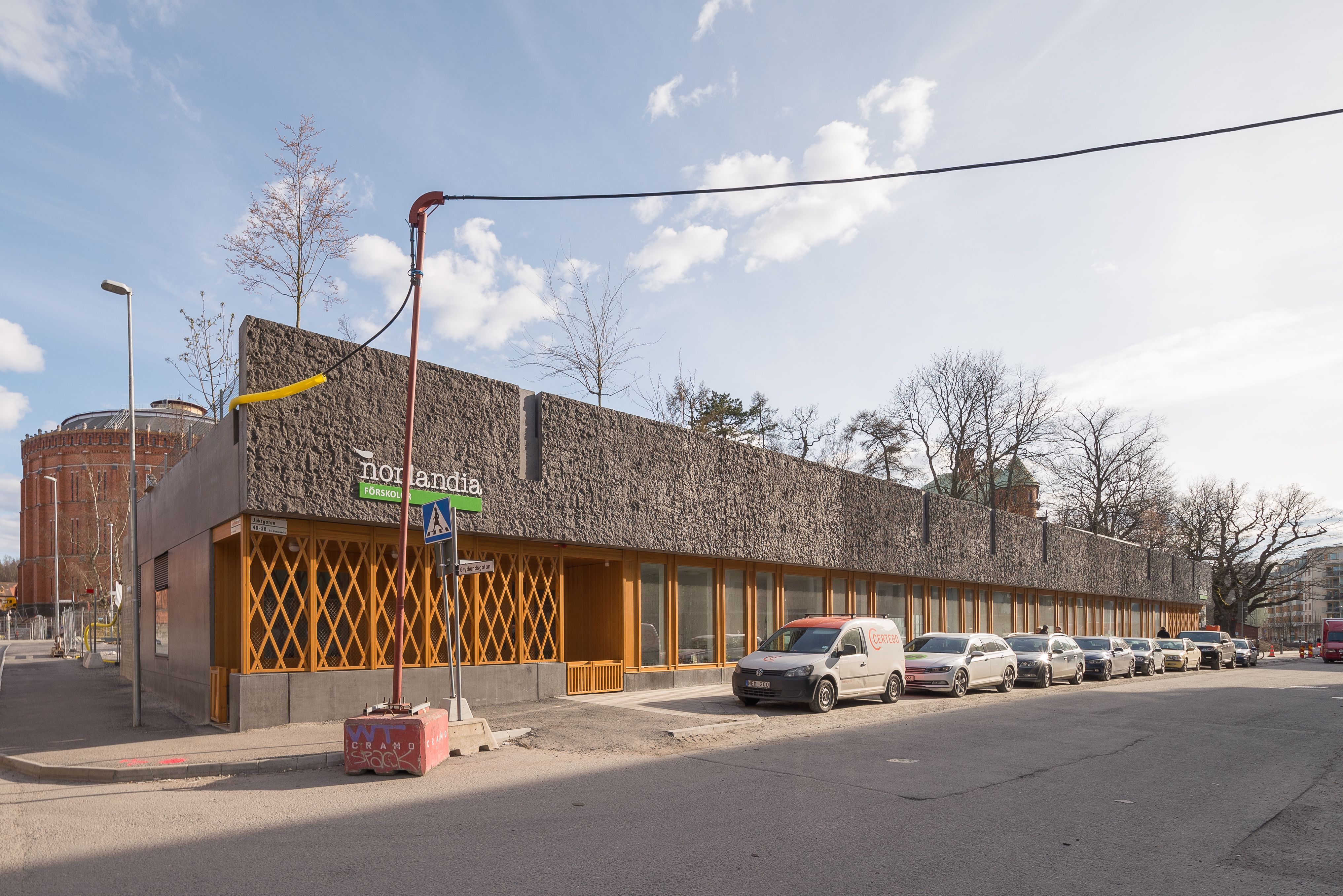
Förskolan i april 2017.

Förskolan Ferdinand är en förskola i Norra Djurgårdsstaden i Stockholm som öppnade i augusti 2016. Förskolan är inrymd i en egen byggnad som uppfördes av Wallenstam efter ritningar av Vera arkitekter. Huset nominerades till årets Stockholmsbyggnad 2017. 

## Namnet
Förskolan Ferdinand är uppkallad efter arkitekten Ferdinand Boberg som ritade flertalet byggnader inom Värtagasverket, bland annat de båda gasklockorna i rött tegel som reser sig strax söder om förskolan. Även hans hustru Anna Boberg fick en förskola uppkallat efter sig, se Förskolan Anna.

## Arkitektur
Förskolan är uppförd i ett plan i suterrängläge i det nordöstra hörnet av Kontorsparken med en lekgård på taket som ansluter till parken. Ingångarna ligger i varsin ända av fasaden, i nischer skyddade av träsnickerier. Förskolans lekrum ligger längs gatufasaden för att få in dagsljus medan en större samlingssal får överljus från en lanternin. Gatufasaden har trädetaljer i varm träfärg och kröns av en mur i svarta matrisgjutna betongblock.

## Förskoleverksamhet
Förskolan drivs av vård- och skolkoncernen Norlandia och öppnade i augusti 2016. Ferdinand har plats för 75 barn. 

## Nominering till Årets Stockholmsbyggnad
I april 2017 nominerades förskolan som ett av tio nybyggen i Stockholms kommun till Årets Stockholmsbyggnad 2017. Juryn beskrev huset som  roligt och lekfullt, samtidigt allvarligt och sakligt. Den balanserar varsamt det hårda med det mjuka och det offentliga med det informella. Förskolan tar fint hand om platsen och anknyter till såväl naturen som gatan.
Ferdinand var ett av tre projekt i Norra Djurgårdsstaden som nominerades till årets Stockholmsbyggnad. Tvärs över gatan i kvarteret Stora Sjöfallet ligger Stora Sjöfallet 3 med samma byggherre och arkitekter samt Stora Sjöfallet 2.

## Bilder

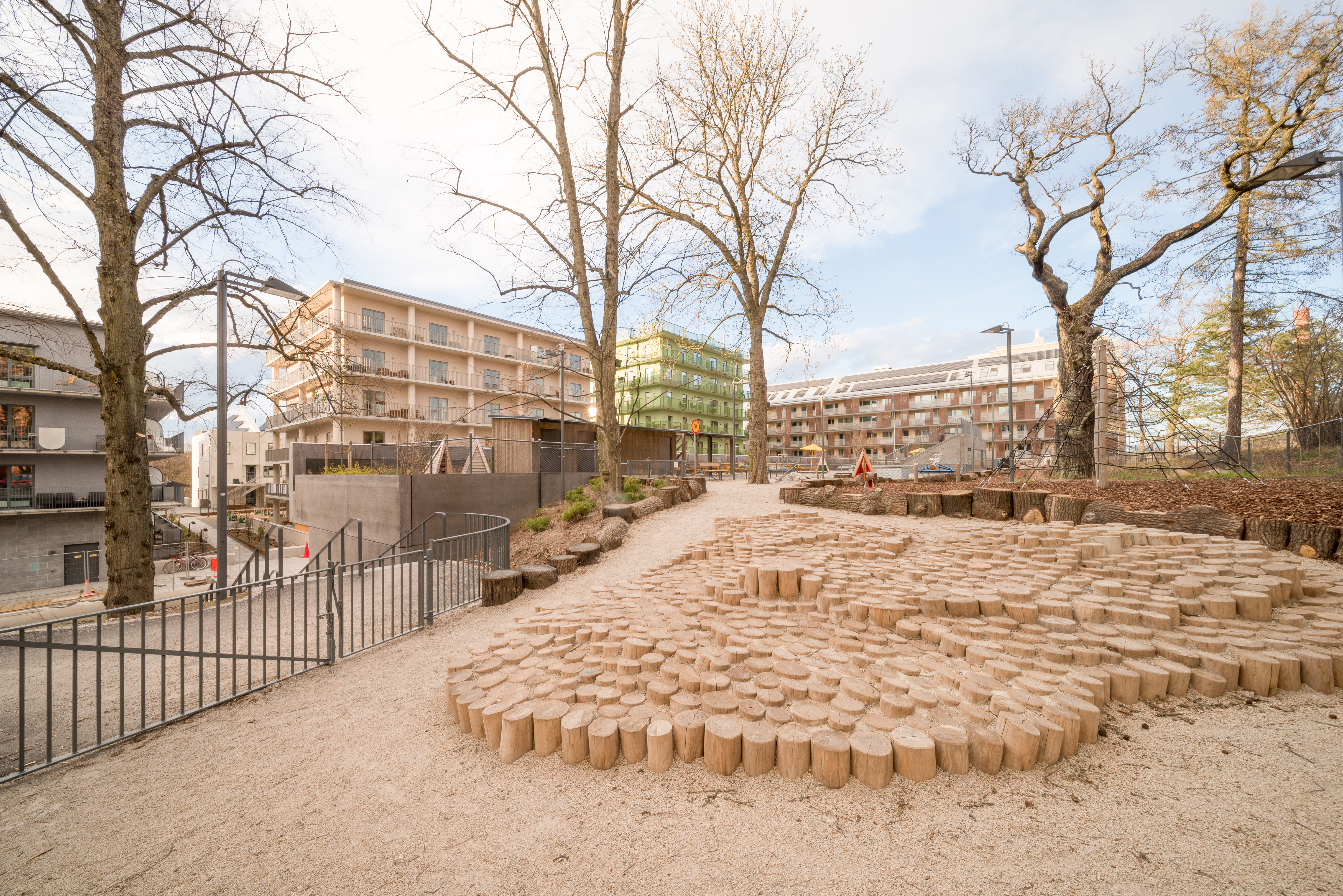
Vy från Kontorsparken mot förskolan och Kvarteret Stora Sjöfallet.
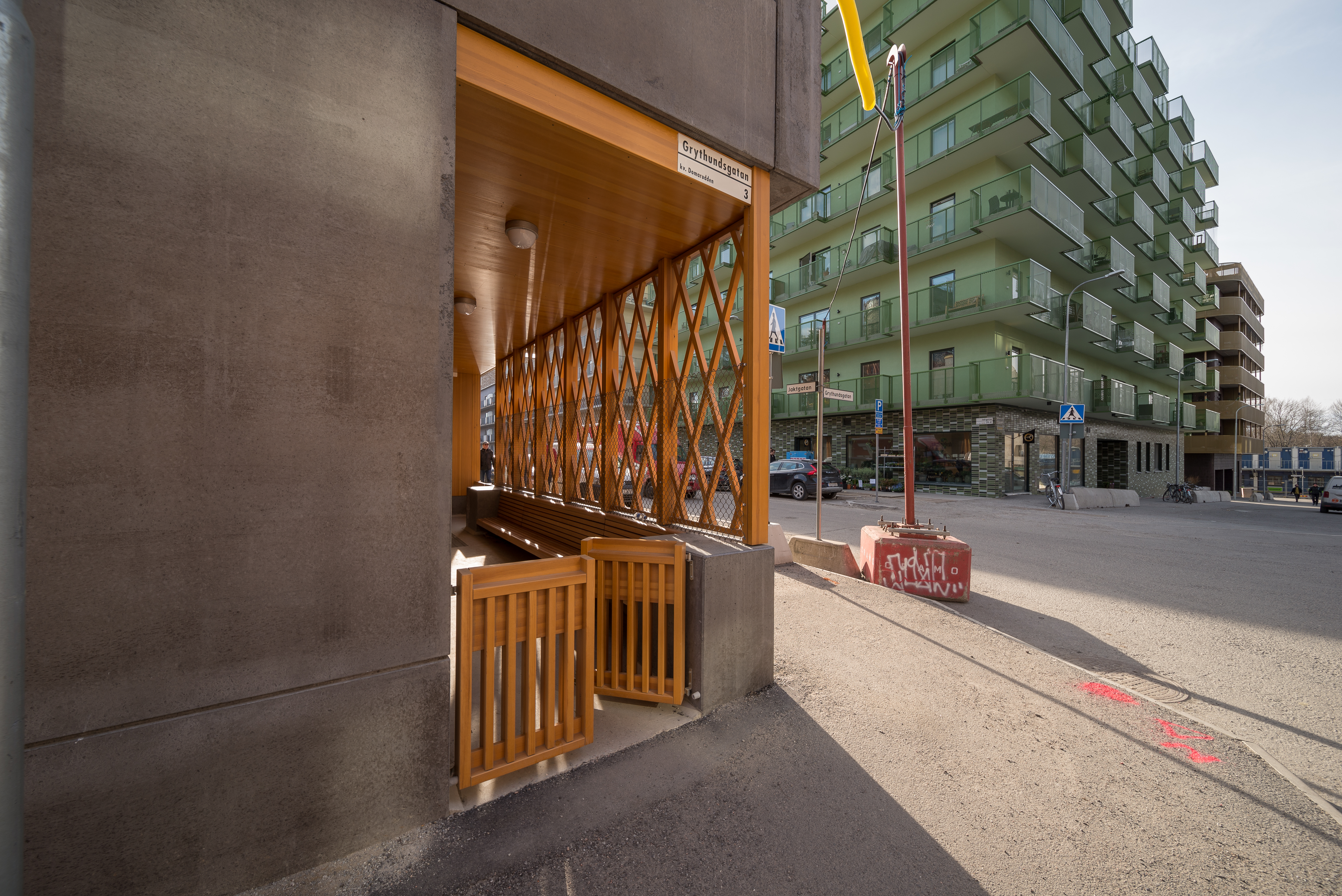
Fasaddetaljer i trä som skapar en skyddad nisch.
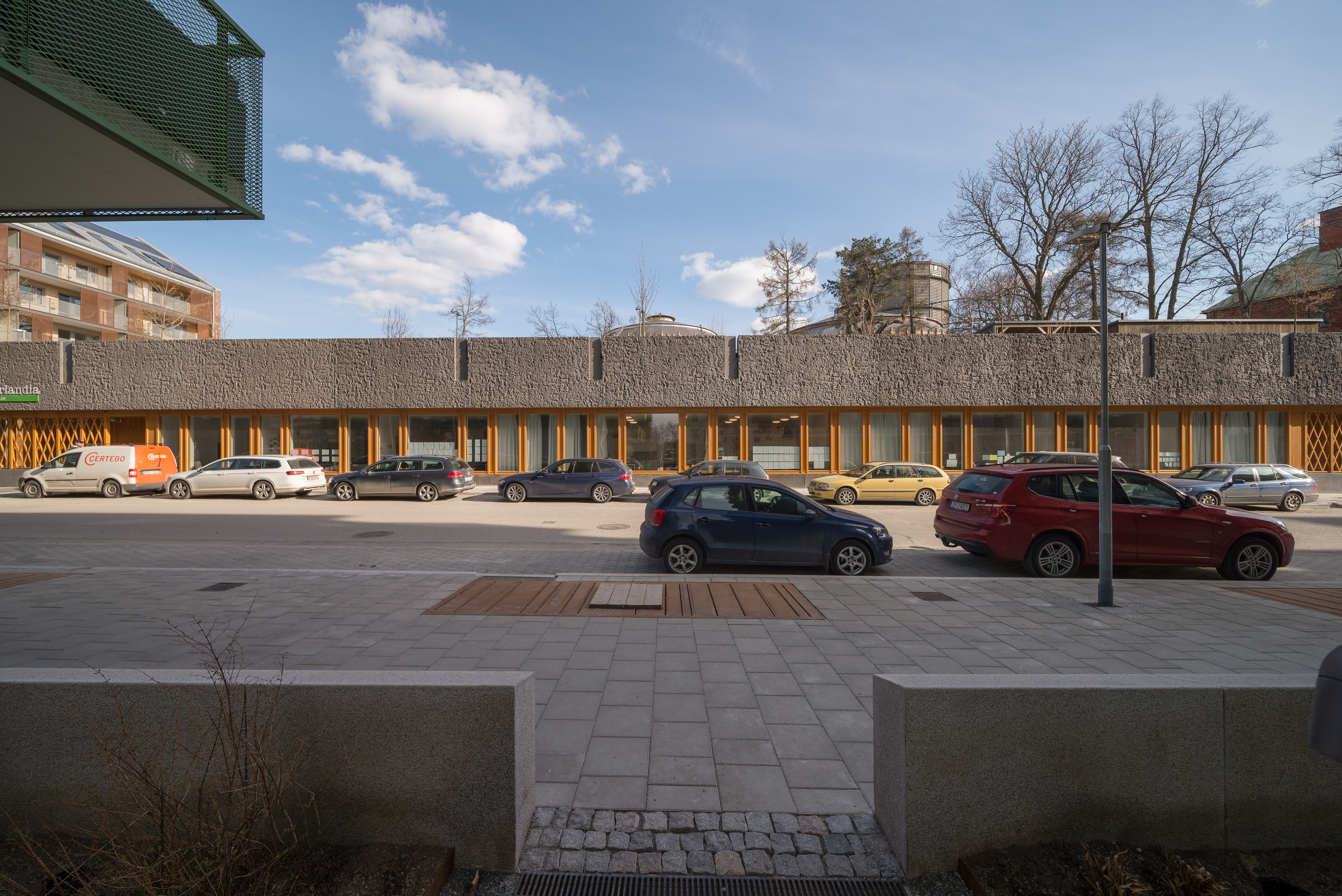
Fasad mot Jaktgatan.
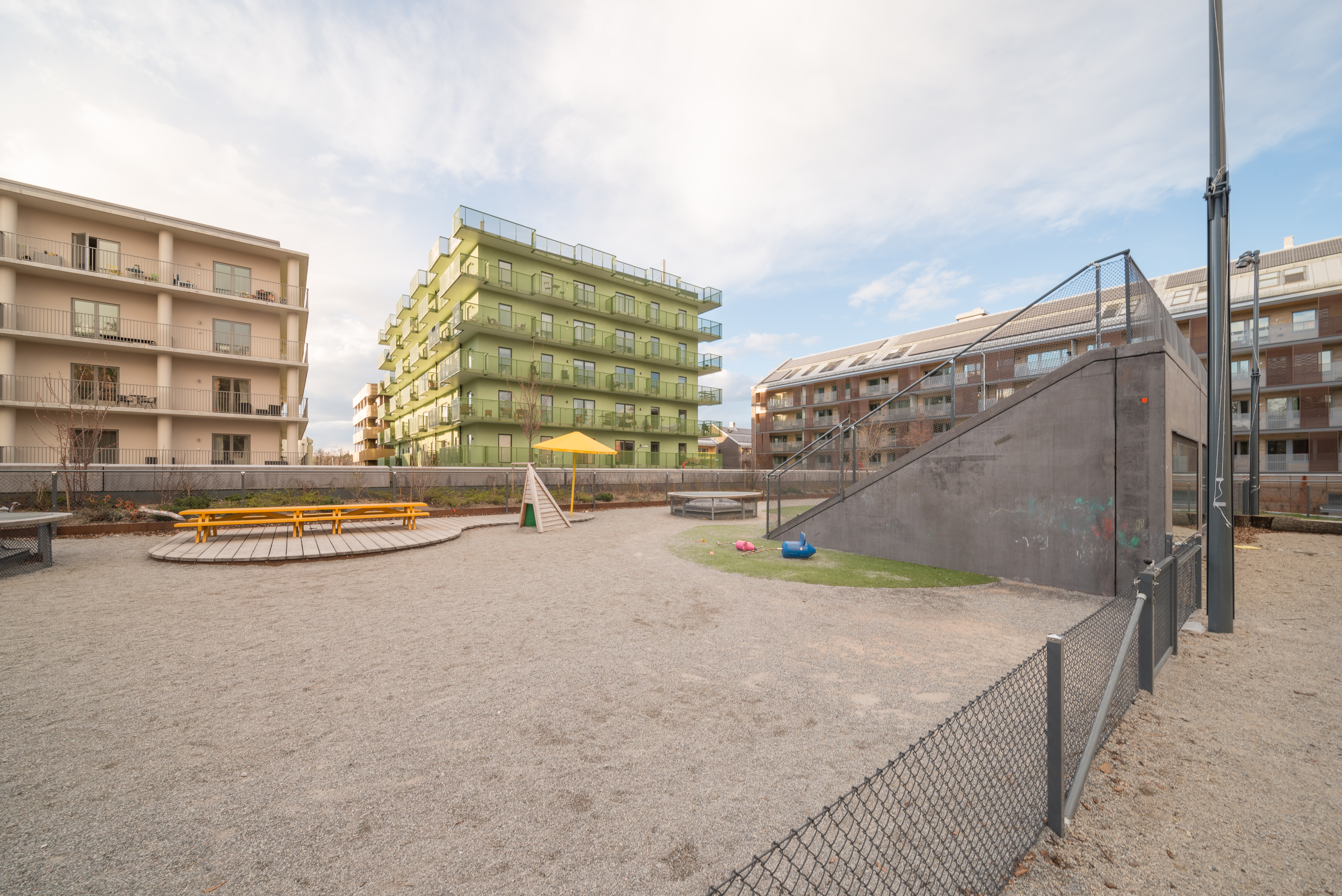
Förskolans tak med lekplats och lanternin.